# Djalma Santos
Djalma Pereira Dias dos Santos  poznat kao "Djalma Santos" (São Paulo, Brazil, 27. veljače 1929. – Uberaba, Brazil, 23. srpnja 2013.) je bivši brazilski nogometaš koji je s Brazilom dva puta osvojio naslov svjetskog prvaka 1958. u Švedskoj-u i 1962. u Čile-u. Igrao je na poziciji braniča.

## Karijera

### Klupska karijera
Djalma Santos je karijeru započeo 1948. u Portuguesu, gdje je proveo 11 godina i odigrao 434 utakmice. Godine 1959. prelazi u Palmeiras gdje je odigrao čak 498 utakmica i postigao 10 pogodaka. Profesionalnu karijeru završio je 1970. godine u Atlético Paranaensu.

### Reprezentativna karijera
Članom reprezentacije Brazila postao 1952. godine, te je četiri puta sudjelovao na Svjetskim prvenstvima, dva puta je osvojio naslov svjetskog prvaka 1958. i 1962. Za reprezentaciju je igrao 16 godina te je odigrao 98 utakmica i postigao tri pogodaka.

## Uspjesi
Brazilska nogometna reprezentacija
- Panameričko prvenstvo: 1952.
- Taça Oswaldo Cruz: 1955., 1956., 1962.
- Taça do Atlântico: 1956., 1960.
- Copa Roca: 1957., 1960., 1963.
- Svjetsko prvenstvo u nogometu: 1958., 1962.
- Taça Bernardo O'Higgins: 1959.

Portuguesa
- Torneio Rio-São Paulo: 1952., 1955.

Palmeiras
- Campeonato Paulista: 1959., 196., 1966.
- Taça Brasil: 1960., 1967.
- Torneio Rio-São Paulo: 1965.
- Torneio Roberto Gomes Pedrosa: 1967.

Atlético Paranaense
- Campeonato Paranaense: 1970.

## Vanjske poveznice
- Djalma Santos životopis
- Brazilski nogometni savez, statistika[neaktivna poveznica]